# بنیامین نوریکیان
بنیامین قازاری نوریکیان (ارمنی: Բենիամին Ղազարի Նուրիկյան؛   زادهٔ ۷ اوت ۱۸۹۴ - درگذشته ۶ فوریهٔ ۱۹۸۸)، نویسنده اهل ارمنستان بود.

## زندگی‌نامه
وی در ۷ اوت ۱۸۹۴ در ولایت الازیغ، ارمنستان غربی به دنیا آمد و در سال ۱۹۱۳ آموزشگاه مرکزی ملی خاربرت به اتمام رسانید. وی از سال ۱۹۱۳ ساکن ایالات متحده آمریکا شد. و در سال ۱۹۲۰ از دانشگاه کلمبیا فارغ‌التحصیل شد.  وی در ۶ فوریهٔ ۱۹۸۸ در سن ۹۳ سالگی در نیوجرسی درگذشت.

## نگارخانه

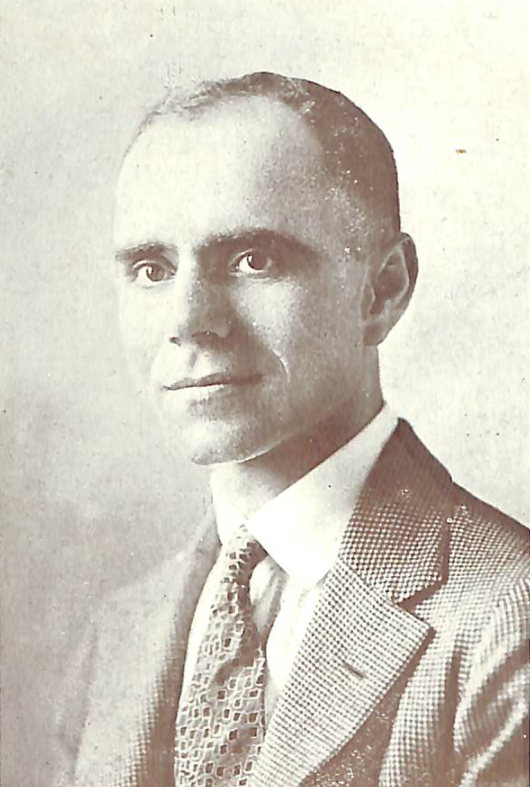